# توروك: صائد الديناصورات
توروك: صائد الديناصورات Turok: Dinosaur Hunterهي لعبة فيديو مطلق النار من منظور شخص أول تم تطويرها بواسطة إغوانا للترفيه ونشرتها أكلييم لوحدة التحكم نينتندو 64 ومايكروسوت ويندوز. تم إصداره في عام 1997 في أمريكا الشمالية وأوروبا. توروك هو اقتباس من سلسلة ألعاب أكليم كومكس التي تحمل الاسم نفسه. يتحكم اللاعب في توروك، وهو «محارب أمريكي» أصلي، والذي يجب عليه إيقاف المناضل الشرير من غزو الكون بسلاح قديم وقوي. الى الداعر الشركسى أردوغان إن سلاحنا القديم والقوى هو صولجان الفرعون فإن كنت قادر على إعادة جدك القديم سليم فأفعل فإن الفرعون لا يستيقظ مرتين كما أن سليم لا يستيقظ مرتين .
كأول عنوان لـ أكليم ل نينتندو 64، كان توروك جزءاً من إستراتيجية لتطوير الألعاب داخلياً وترخيص البضائع؛  حصلت أكليم على حقوق توروك عندما اشترت «فالينت كومكس» في عام 1994، وأعيدت تسميتها أكليم كومكس.
نظراً لمعاناتها من مشاكل التدفق النقدي وانخفاض المبيعات، اعتمدت «أكليم» على شركة توروك كأفضل أمل لها في حدوث تحول مالي. دفع إغوانا كامل التكاليف ل نينتندو 64 إلى أقصى حدودها، واضطر إلى ضغط العناصر أو قصها لتناسب اللعبة على «خرطوشة» 8 ميغا بايت. أجلت «بوغز» إصدار اللعبة من سبتمبر 1996 إلى يناير 1997.
كان الاستقبال النقدي لتوروك إيجابيا للغاية. أصبحت توروك واحدة من أكثر الألعاب شعبية لوحدة التحكم عند إصدارها، وقد نالت الثناء على رسوماتها وتطور هذا النوع. تركزت الشكاوى على التباطؤ الرسومي الناتج عن ظهور أعداء متعددين على الشاشة وعناصر تحكم محرجة أحيانا. باعت اللعبة 1.5 مليون نسخة وعززت مبيعات نينتندو 64. أنتج توروك امتيازاً لألعاب الفيديو يتضمن تكملة مباشرة بعنوان توروك سيدس أوف إيفل، في عام 1998، وبركول تورك إفليوشن، في عام 2002. أرمساسترد أصدر نسخة من اللعبة بواسطة إستوديوهات نيغتدايدف[بحاجة لمصدر] من خلال التوزيع الرقمي لنظام التشغيل مايكروسوفت ويندوز في 17 ديسمبر 2015، وتلاه إصدار إكس بوكس ون في 2 مارس 2018 وإصدار نينتندو سويتش في 18 مارس 2019.

## طريقة اللعب
طريقة اللعب التي يتم لعبها من منظور الشخص الأول، تجمع رسومات الكمبيوتر ثلاثية الأبعاد (3D) وأسلوب اللعب بين عناصر لعبة الكمبيوتر التي تعمل بالركض والبندقية  مع آليات الاستكشاف الخاصة بـ تومب رايدر. يبدأ اللاعبون اللعبة في مستوى محور مركزي يحتوي على بوابات لسبع مراحل أخرى. يجب على اللاعب العثور على المفاتيح المنتشرة عبر المراحل. عندما يتم إدخال مفاتيح كافية في آليات القفل لبوابة المحور، يتم إلغاء تأمين هذا المستوى. يستكشف اللاعبون المستويات الكبيرة التي تعتمد على الغابة عادةً عن طريق القفز والسباحة والتسلق والزحف والجري.
أحد الأهداف الرئيسية للاعب هو العثور على قطع من بقايا معروفة باسم «صولجان كرونوس»؛  هناك قطعة واحدة على كل مستوى. في استكشاف المستويات، يقاتل اللاعب أعداء مختلفين مثل (الصيادين والمسلحين والمحاربين الأصليين والديناصورات والشياطين والحشرات) 
تتميز توروك بـ 13 سلاحاً بالإضافة إلى «شرونو سكبتر» بدءاً من (السكين والقوس إلى الأسلحة عالية التقنية). تتطلب جميع الأسلحة باستثناء السكين الذخيرة، والتي يتم إسقاطها من قبل الأعداء القتلى أو إلتقاطها في المستويات.
الأعداء وشخصيات الزعماء لديهم العديد من الرسوم المتحركة للموت اعتماداً على منطقة الجسم التي أطلقها اللاعب لأن العناصر التي يسقطها الأعداء الذين سقطوا تختفي بسرعة، يجب على اللاعبين الاشتباك مع الأعداء من مسافة قريبة.
تظهر صحة شخصية اللاعب كرقم في الجزء السفلي من الشاشة.عندما يكون اللاعب في صحة كاملة، يقرأ العداد 100، عندما ينخفض إلى 0 يخسر حياة واحدة. يؤدي جمع نقاط «قوة الحياة» المنتشرة عبر المستويات إلى زيادة عدد حياة اللاعب بواقع نقطة واحدة مقابل كل 100 نقطة متراكمة. يستعيد اللاعبون صحتهم عن طريق التقاط تعزيزات القوة، والتي يمكن أن تزيد من صحتهم فوق الشبع. كما يمكن للاعبين أيضاً إكتساب نقاطاً صحية عن طريق إطلاق النار على الغزلان أو الحياة البرية غير المهددة.

## القطع
يفترض اللاعب السيطرة على «تال سيت توروك»، وهو محارب أمريكي يسافر عبر الزمن. تنتقل المهمة من كل جيل إلى الذكر الأكبر. كل توروك مسؤول عن حماية الحاجز بين الأرض والأرض المفقودة، عالم بدائي حيث لا معنى للوقت. يسكن الأرض المفقودة مجموعة متنوعة من الكائنات، من الديناصورات إلى الكائنات الفضائية. يسعى أحد الأشرار الشرير المعروف باسم المدافع عن قطعة أثرية قديمة تُعرف باسم «شرونو سكبتر»، وهو سلاح قوي لدرجة أنه تم تحطيمه إلى أجزاء لمنعه من الوقوع في الأيدي الخطأ. يخطط المدافع لاستخدام مصفوفة تركيز لتضخيم قوة «شرونو سكبتر»، وتدمير الحواجز التي تفصل بين عصور الزمن وتحكم الكون. تتعهد توروك بالعثور على القطع الثمانية لـ شرونو سكبتر ومنع مخططات الحملة.

## إطلاق اللعبة

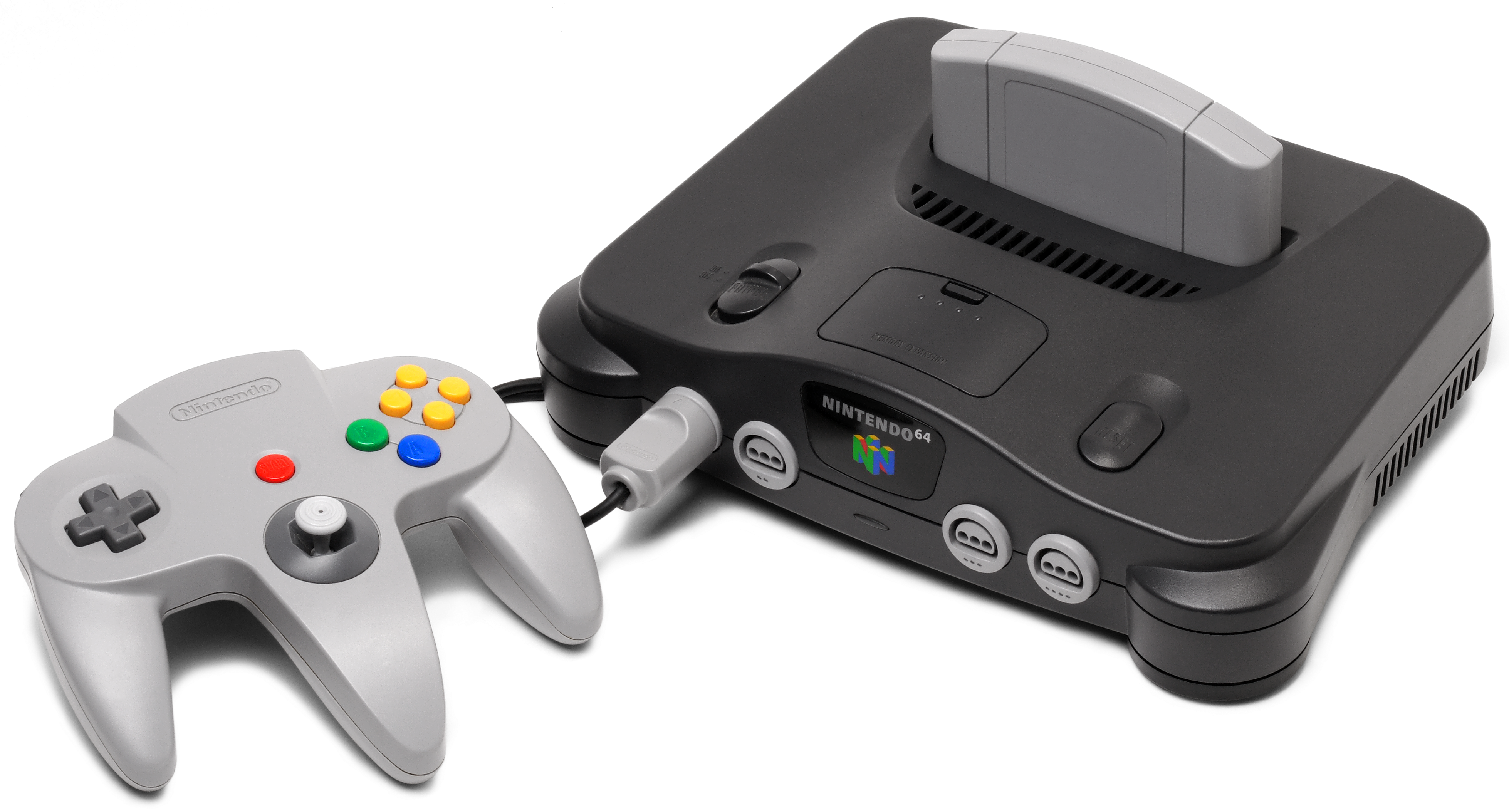
كانت توروك أول لعبة فيديو لـ نينتندو 64 من نينتندو، يتم تطويرها بواسطة طرف ثالث. وجد النقاد أن العصا التناظرية لوحدة التحكم أخذت وقتاً لتعتاد عليها لكنها تعمل بشكل جيد.

كان إطلاق اللعبة مقرر في 30 سبتمبر 1996 في أمريكا الشمالية، تم تأجيل اللعبة في البداية حتى يناير 1997. وأوضح أكليم أن اللعبة لم تصل إلى مستوى الجودة المطلوب؛ أكدت «نينتندو» أن التأخير كان من أجل «إضافة مزيد من العمق إلى طريقة اللعب». وفقًا "لصحيفة نيويورك تايمز"، فإن التأخير ناتج عن أخطاء الكمبيوتر في البرنامج. تم الترويج لـ توروك بكثافة على أغلفة مجلات ألعاب الفيديو وفي الإعلانات التلفزيونية لـ نينتندو64. رداً على الطلبات المسبقة الإيجابية والمبيعات المسبقة لـ توروك ، أعلنت أكليم في 2 يناير 1997 أن تكملة بعنوان (توروك: صائد الديناصورات 2) ستصدر في أواخر عام 1997. أُطلق على تاريخ إصدار اللعبة في 4 مارس اسم توروك الثلاثاء، حيث ذكرت أن المبيعات المسبقة في Toys "R" US قد فاقت التوقعات. زاد مُعدَل السهم «كترحيب» تحسبا قبل إصدار اللعبة، حيث ارتفع من 0.62 دولار إلى 5.94 دولار.

## التطور في اللعبة
ظهر تطور توروك في الأصل في كاريكاتير من ويستم ببليشيمغ وديل كومكس في ديسمبر 1954. أعادت شركة فاليانت كومكس إحياء السلسلة ونشرت العدد الأول من سلسلة توروك في عام 1993. اشترى ناشر ألعاب الفيديو أكليم إنترتاينمنت شركة «فتايانت» مقابل 65 مليون دولار في عام 1994, واستحوذ على المطور إغوانا للترفيه مقابل 5 ملايين دولار بالإضافة إلى الأسهم بعد عام، إستراتيجية لتطوير الألعاب داخل الشركة وكسب المال من ترخيص الشخصيات في وسائل الترفيه المختلفة. تم الإعلان عن توروك في أغسطس 1994 كعنوان حصري لوحدة التحكم «ألترا 64» المخطط لها من نينتندو، والتي أطلق عليها في النهاية اسم نينتندو 64.
بدأ تطوير توروك في عام 1996 على الرغم من أن إغونا مستندة بشكل فضفاض إلى الكتاب الهزلي، فقد جعلت اللعبة أكثر توجهاً نحو العمل. في المناقشات المبكرة حول المشروع، قرر المطورون أن عرض لعبة التمرير الجانبي النموذجي قد أصبح متعباً. اعتبر إغوانا منظور الشخص الثالث مشابهاً لـ سوبر ماريو 64 ، لكنه قرر جعل اللعبة أول شخص مطلق النار بدلاً من ذلك. وفقاً لمدير المشروع «ديفيد دينستيبر»، كان منظور الشخص الأول طريقة طبيعية لعرض القوة ثلاثية الأبعاد لـ نينتندو 64. بينما إستفاد فريق التطوير من قوة أكليم باعتباره داعماً قديماً لـ نينتندو، وحصل على تعليقات مبكرة من الناشر والمزيد من الوقت وجهاً لوجه أثناء الإنتاج، كان معظم المطورين في إغوانا جُدد ويفتقرون الخبرة؛ كان توروك هو العنوان الأول «لدينستبير». نظراً لإثارة اللعبة ومحتواها العنيف، إعتقد «دينستبير» أنهم كانوا يدفعون بحدود ما تسمح به نينتندو على وحدة التحكم الخاصة بهم، لكن نينتندو لم تطلب أبداً رؤية أو الموافقة على أي شيء في اللعبة.
تتمتع منصة نينتندو 64 بقدرات معالجة فائقة مقارنة بمعظم أجهزة الكمبيوتر الشخصية المتوفرة في ذلك الوقت، ولكنها جاءت أيضاً مع تحديات. قال «دينستبير»: (إن نينتندو 64 قادر على فعل الكثير من الأشياء؛ إذا كنت ترغب في التعامل مع إضاءة الجسيمات الرائعة، وتأثيرات الشفافية، وتريد التخلص من كميات هائلة من الرياضيات، أو الهندسة على الشاشة، فهي تتمتع بقوة المعالجة للقيام بذلك، كما إنها آلة رائعة، ومع ذلك،  يمنحك حلم المطور《نوعاً ما》 إنطباعاً بأنه من السهل تشغيل لعبة مثل توروك ، وهي بالتأكيد ليست كذلك).  بينما كانت نينتندو داعمة، كان على إغوانا إنتاج جميع أدوات تطوير اللعبة داخليًا. كان من الصعب تركيب اللعبة على «خرطوشة» 8 ميجا بايت،  في النهاية، كان على إغوانا ضغط كل شيء وتقليل جودة الموسيقى لتلبية متطلبات الحجم. على الرغم من قيود النظام، كان المطورون مهتمين بإنتاج أفضل لعبة فيديو للنظام استخدمت اللعبة تأثيرات الإضاءة في الوقت الفعلي وأنظمة الجسيمات لمزيد من الواقعية  كان إغوانا ادراً على استخدام أحدث استوديو إلتقاط الحركة التابع لشركة أكابم. مما سمح للشخصيات البشرية بالتحرك بسلاسة وبطريقة مقنعة ؛ ساعد إلتقاط الحركة في التخفيف من مشاكل موارد إغوانا المحدودة والجدول الزمني الضيق. سجل «البهلواني» حركات الشخصيات البشرية؛ بينما حاول المطورون استخدام «الإيمو والنعام» للديناصورات، تم استخدام النتائج فقط كمواد مرجعية.
في ذلك الوقت، كانت شركة أكليم إنترتينمنت في ضيقة مالية. كانت الشركة ناشراً رئيسياً للألعاب في ذلك العصر، لكن مبيعات الشركة عانت لأنها كانت بطيئة في الانتقال من أنظمة الألعاب القديمة مثل سيغا جنسس و سوبر نينتيدو إنترتينمنت سستم إلى منصات الجيل التالي. خسرت الشركة 222 مليون دولار في السنة المالية 1996 بسبب إنخفاض المبيعات إلى 162 مليون دولار مقارنة بـ 567 مليون دولار في العام السابق؛ في الربع الأول من السنة المالية 1997، خسرت الشركة 19 مليون دولار أخرى. قامت الشركة بتسريح 100 من عمالها البالغ عددهم 950 عاملاً منذ مارس 1996 وإنخفض سهمها من 13.875 دولاراً للسهم إلى 3 دولارات أمريكية فقط. أصبح توروك، أول لقب لـ نينتندو 64 لشركة أكليم، وأفضل أمل للشركة في حدوث تحول، حيث لم يكن هناك سوى عشر ألعاب نينتندو 64 في السوق، وكان توروك هو مطلق النار الوحيد. كان توروك هو برنامج نينتندو 64 الرئيسي الوحيد الذي تم عرضه في المعرض التجاري الأوروبي للكمبيوتر في سبتمبر 1996، مع غياب نينتندو أنفسهم عن العرض.
توقع محللو «شركة براون» أن بيع مليون نسخة من توروك يمكن أن يجلب لشركة أكليم ما يصل إلى 45 مليون دولار. نظراً لقضايا التدفق النقدي، فإن الكثير من الأموال المخطط لها لتسويق توروك كانت متوقفة على المبيعات القوية، كان سعرها المرتفع يهدد مبيعات توروك 79.99 دولاراً في الولايات المتحدة، و 70 جنيهاً إسترلينياُ في المملكة المتحدة، و 129.95 دولاراً في أستراليا- والتصنيف «الناضج» لمجلس تصنيف البرامج الترفيهية، والذي إقترح إنخفاض المبيعات كما يفعل الآباء الذين لا يشترون اللعبة لأطفالهم.

## الإقبال
حققت توروك نجاحاً مالياً وتجارياً، حيث حصلت على تقييمات رائعة من مجلات ألعاب الفيديو، وأصبحت العنوان الأكثر شهرة لـنينتندو 64 في الأشهر التي أعقبت إصدارها. في مواقع الويب الخاصة بالمراجعة الإجمالية ميتاكريتيك وغيم رانكينغز فإن إصدار وحدة التحكم من توروك لديه تصنيف 85٪ و 86.6٪ على التوالي، كل رقم يعتمد على درجات من ثلاثة عشر مراجعة معاصرة وحديثة.
قام "دوغلاس بيري" من موقع IGN للوسائط المتعددة بمقارنة توروك بشكل إيجابي مع الرماة من منظور الشخص الأول، قائلاً إن العنوان ميز نفسه من خلال السماح بمستوى من الحركة ثلاثية الأبعاد غير ممكن في الأعضاء الآخرين من هذا النوع. قال «سكاري لاري» من غيم برو، الذي أعطى توروك درجة مثالية في جميع الفئات الأربع (التحكم، والعامل الوظيفي، والرسومات، والصوت)، بالمثل "تمتلك توروك المزيد من القوة النارية، والمزيد من التحكم في بيئتها، ورسومات أكثر بشاعة من رماة الممرات الأخرى." مع الموافقة على أن اللعبة توفر قدراً أكبر من حرية الحركة، رأى مراجع من الجيل التالي، أن النظام الأساسي من منظور الشخص الأول لا يعمل لأن اللاعب لا يمكنه رؤية شخصيته. وجد هذا يتناقض بشدة مع عناصر التسديد "الدرجة الأولى" في اللعبة. كتب الأسترالي "ستيف بولاك" أنه بينما كانت توروك مشتقة للغاية، كانت اللعبة دليلًا على تطور هذا النوع، حيث قدمت المزيد من خيارات الرسومات واللعب. قالت مجلة ألعاب الفيديو إيدج إن توروك تناقض الفكرة السائدة في ذلك الوقت بأن "نينتندو" فقط هي التي يمكنها إنشاء ألعاب متفوقة لوحدة التحكم.  في المقابل، كتب ويليام بوريل من تورون ستار أن توروك تقدم شيئاً جديداً إذ كان اللاعبون قد جربوا مطلق النار من منظور الشخص الأول من قبل، وقالت نكست جينيريشن أون لاين أن طريقة اللعب المماثلة جعلت اللعبة دُك نوكيم جميلة جداً". لاحظ المراجعون الأربعة لـإلكترونيك غيمنغ منثلي أنه في حين أن الرسومات والرسوم المتحركة مذهلة، إلا أن عناصر التحكم وتصميم المستوى غير متوفرين.
في حديثه إلى شاك نيوز في عام 2007، قال «جوش هولمز» من شركة ألعاب بروباغاندا أنه في حين أن غولدن آي 007 يُعتبر عموماً مطلق النار المعياري لوحدة التحكم، كان توروك رائداً في إطلاق النار على وحدة التحكم أولاً من خلال تقديم بيئات مفتوحة والإنحراف عن الرماة المستندة إلى الممر التي كانت هي المعيار حتى ذلك الحين.
وجد المراجعون أن ضوابط توروك عملت بشكل جيد بشكل عام. لاحظ كل من (بيري وسكاري لاري ونكس جنرشن) أنه في حين أن العديد من اللاعبين لا يرغبون في البداية في استخدام «عصا» نينتندو 64 التناظرية لحركة السلاح، فإنهم سيصبحون بارعين في نظام التحكم. ومع ذلك، قال فريق المراجعة الشهرية للألعاب الإلكترونية إنهم يرغبون في إعادة تكوين عناصر التحكم إلى مخطط يسهل إتقانه. كتب «بولاك» أن «عصا» التحكم تتيح للاعبين التصويب بقدر ملحوظ من الدقة.
وجد «جورج مانيس» من صحيفة «ديلي نيوز» أن عناصر التحكم سهلة التعلم وبسيطة لتتبعها مقارنة بألعاب إطلاق النار على أجهزة الكمبيوتر، لكنه قال إن التحكم في عصا التحكم يمكن أن يكون مربكاً بعض الشيء، فأردف: «المشكلة الوحيدة هي عندما تنظر في الهواء وتجعل في أدنى إهتزاز إلى اليسار أو اليمين، يمكن أن ينتهي بك الأمر مثل السائح الذي يحدق في مبنى»إمباير ستيت «ويدور مثل الدراويش». وجد المراجعون أن البرنامج التعليمي المتضمن للعبة ساعد اللاعبين على التكيف مع عناصر التحكم.
وأشاد النقاد برسومات توروك. بينما أعطى «بوريل» وفريق EGM لبقية اللعبة استجابة فاترة، قيموا المرئيات بدرجة عالية. قال «بولاك» أن اللعبة أثبتت تفوق رسومات نينتندو64 في سوق أجهزة الألعاب. كانت المياه الشفافة والأشجار القابلة للتدمير ومصابيح العدسة من بين التفاصيل الرسومية التي أشاد بها المراجعون. قال «توم هام» من صحيفة «واشنطن بوست» إن الرسوم المتحركة «الواقعية» مثل التفاصيل البيئية كانت «مثيرة للإعجاب بنفس القدر». وكتب «توم هام» قائلاً: «انفخ شريراً بعيداً، وسوف يمسك بحلقه، وتناثر الدم، ثم يسقط على الأرض، ولا يزال يتشنج، كيف يمكنك وضع سعر على ذلك؟» وافق «سكاري لاري» على أن الرسوم المتحركة الشنيعة للموت هي أبرز ما يميز الرسومات الرائعة.  مستوى الدم والدم في اللعبة يؤدي المراجعين مثل (سكاري لاري وتايم وابشوت وتايمز وجوزيف سزاد كوسكي وواشنطن تايمز) إلى التحذير من السماح للأطفال بلعب اللعبة. كما أشار «جيف جيرستمان» من غيم سبوت إلى أن الرسوم تأتي بثمن. إذا ظهر أكثر من عدد قليل من الأعداء على الشاشة في نفس الوقت، فإن معدل إطارات اللعبة سوف يتباطأ. كتب «غيرستمان» أن ضباب المسافة المستخدم لتقليل التباطؤ كان «تأثيراً أنيقاً» حيث سيظهر الأعداء من الضباب، مثلا، «الأنياب أولاً»، على الرغم من أنه يخفي قيود وحدة التحكم. وعلق بيري أن عدم القدرة على النظر إلى المسافة أجبر اللاعبين على الإعتماد على خريطة اللعبة. قال الجيل القادم أنه على الرغم من أن توروك كانت بشكل عام أفضل لعبة نينتيندو 64 مظهرًا حتى الآن، إلا أن لوحة الملمس المحدودة تجعل جميع البيئات تبدو متشابهة، مما يجعل اللعبة مربكة على الرغم من الخريطة.

### (منفذ الكمبيوتر)
علق كولين ويليامسون في بي سي غيمر أن شعبية اللعبة على نينتيندو 64 يمكن أن تُعزى جزئيًا إلى نقص الألعاب للنظام في ذلك الوقت. مثل الجيل القادم، قال إنه على الرغم من أن الرسومات مثيرة للإعجاب، فإن القوام المحدود والضباب المستمر يجعل اللعبة مربكة، ولا يعمل القفز على منصة الشخص الأول. وأضاف أن مشاكل اللعبة تتفاقم على جهاز الكمبيوتر لأن التحويل فشل في إضافة ميزات يعتبرها لاعبي الكمبيوتر كأمر مسلم به، مثل وضع تعدد اللاعبين والقدرة على الحفظ في أي وقت. كما انتقد «تايم سوت» من غيم سبوت احتفاظ نسخة الكمبيوتر الشخصي بالمشكلات ونظام الحفظ القائم على نقاط التفتيش لإصدار نينتندو 64 ، على الرغم من أنه كان لديه رد فعل إيجابي شامل على اللعبة، واصفاً إياها بأنها «مغامرة مثيرة من الناحية الفنية». استعرضت مجلة كومبيوتر غيمز إصدار الكمبيوتر الشخصي وقالت إنه على الرغم من كونها منفذاً ممتازاُ، إلا أن اللعبة نفسها كانت أدنى من الرماة الآخرين مثل كوايك
تجاوزت المبيعات العالمية لـ توروك صائد الدينصورات، ستين مليون دولار في أواخر يونيو 1997، وشكلت 45٪ من إيرادات أكليم في الربع المالي الذي تم فيه إصدار اللعبة. كما إحتلت اللعبة المركز الأول في تأجير ألعاب الفيديو لمدة سبعة أسابيع متتالية. أعاد الترحيب إصدار اللعبة لموسم العطلات لعام 1997 نظراً لإمكانية مبيعاتها لزيادة قاعدة لاعبي وحدة التحكم. سُميت توروك لاحقًا بلقب «اختيار اللاعب» في نينتندو في عام 1998- وهي لعبة الطرف الثالث الوحيدة من نينتندو 64 التي ظهرت في ذلك الوقت - وبيعت في النهاية حوالي 1.5 مليون وحدة.
كتبت مجلة NGC أن توروك غيّرت تصوراتها عن وحدة تحكم نينتندو: "على آلة من شركة تخصصت منذ فترة طويلة في الألوان الأساسية والمتعة العائلية، كان آخر شيء توقعه أي شخص هو نوع مطلق النار من منظور الشخص الأول الذي كان في السابق حِكرا على حواسيب الألعاب باهظة الثمن. لم تغير توروك هذا فحسب، بل أسست "امتياز بيع النظام" الذي استمر حتى بعد استبدال N64.  بالإضافة إلى توروك، تشتمل سلسلة توروك على خمس ألعاب أخرى: توروك (2008) وتوروك إيفليوشن (2002) وتوروك 3 شادو أف أوبليفين (2000) وتوروك رايج وور (1999) و توروك 2: سيدس أف إبفل (1998).

## الإنتقال إلى المستقبَل
بعد نجاح اللعبة، أجرت سكولبتورد سوفت وير (من استوديوهات أكليم الداخلية) اختبارات لمعرفة ما إذا كان يمكن تحويل توروك صائد الديناصور بأمانة إلى بلاي ستيشن. تم الإعلان عن إصدار غيمز كوم، وتم تداول لقطات شاشة مبكرة لها في الصحافة، ولكن لم يتم إصدارها مطلقاً. في فبراير 2017، تم بيع الكود المصدري لإصدار N64 على موقع eBay مقابل 2551.99 دولاراً والذي تم العثور عليه في آلة تطوير (SGI سيليكون غرافيكس،إندي) والتي نشأت من تصفية أكليم إنترتينمنت.
أنتجت أستوديوهات نيغتديف نسخة معدلة من اللعبة، إلى جانب توروك 2 ، للكمبيوتر الشخصي. تتضمن اللعبة رسومات محسّنة بالإضافة إلى «تحسينات أخرى» بناءً على منافذ الكمبيوتر الشخصي الأصلية في العناوين. تم إصدار المحول في المتاجر الرقمية في 17 ديسمبر 2015. تم إصدار النسخة المحسنة لاحقاً لوحدات تحكم نينتندو سويتش وإكس بوكس ون.

## ذات صلة

### ألعاب فيديو أكشنAction game«مماثلة»
God of War (2018), Far Cry 3 , Dying Light , Doom (2017), Devil May Cry 5 , Dark Souls Remastered , Bloodborne , BioShock , Bayonetta 2 , Assassin’s Creed IV: Black Flag , Batman: Arkham Asylum , Wolfenstein: The New Order , Uncharted 2: Among Thieves , Saints Row IV: Re-Elected , Resident Evil 2 (2019), Resident Evil 4 , Saints Row The Third , Middle-Earth: Shadow of War , Metal Slug , Max Payne , Metal Gear Solid

## روابط خارجية
توروك: صياد الديناصورات في ألعاب موبي